# 金澤美穂
金澤 美穂（かなざわ みほ、1994年10月17日 - ）は、日本の女優。神奈川県出身。所属事務所はエイベックス・マネジメントを経てトライストーン・エンタテイメント。

## 略歴
- 2006年 エイベックスのオーディションに11歳で合格。
- 2007年 TBS系愛の劇場『愛のうた!』（小峰舞役）で女優デビュー。
- 2008年 10月4日封切り作品『容疑者Xの献身』（花岡美里役）で映画デビュー。
- 2009年 2月14日封切り作品『初めての家出』（関原翠役）で映画初主演。

## 人物
血液型はA型。靴サイズは23cm。
趣味はジム、英語、テニス。
特技はスポーツ（水泳4種目、フィン、硬式テニス)、お菓子作り。

## 出演

### テレビドラマ
- 愛のうた!（2007年10月29日 - 12月28日、TBS） - 小峰舞 役
- 音女 061 「先を越されたオトメ」（2008年7月22日、テレビ朝日） - みのり 役
- チーム・バチスタの栄光 第8話 - 第9話（2008年12月2日 - 9日、関西テレビ） - 村本カナ 役
- RESCUE〜特別高度救助隊 第2話（2009年1月31日、TBS） - 井川美香 役
- 少年時代（2009年6月21日、東海テレビ） - 伊藤小夜子 役[注 1]
- 赤鼻のセンセイ 第2・最終話（2009年7月15日・9月9日、日本テレビ） - 藤原理沙 役
- 誘拐（2009年8月2日、WOWOW、ドラマW） - 秋月宏美 役
- ほんとにあった怖い話 10周年記念SP京都パワースポットツアー 「心霊動画」（2009年8月25日、フジテレビ） - 聡子 役
- 土曜ワイド劇場 森村誠一の棟居刑事4（2009年11月21日、テレビ朝日） - 重光ゆかり 役
- 臨場 続章 第1話 - 第2話・第10話 - 第11話（2010年4月7日 - 14日・6月16日 - 23日、テレビ朝日） - 谷本絵梨華 役
- アザミ嬢のララバイ 「金魚のローレンス」（2010年6月2日、MBS） - ゆかり 役
- ジョーカー 許されざる捜査官 第4話（2010年8月3日、フジテレビ） - 皆瀬桃子 役
- 天使の代理人 Episode6（2010年10月15日 - 20日、東海テレビ） - 室井なずな 役
- 医龍 Team Medical Dragon3 第3話（2010年10月28日、フジテレビ） - 山内遥 役
- 遺留捜査 第10話 - 最終話（2011年6月15日 - 22日、テレビ朝日） - 江藤美佐 役
- 連続テレビ小説（NHK）
  - おひさま 第128話 - 最終話（2011年8月30日 - 10月10日） - 倉田杏子 役
  - エール 第32話 - （2020年5月12日 - ） - 今村和子 役[3][4]
- 妖怪人間ベム 第2話（2011年10月29日、日本テレビ）
- ブラックボード〜時代と戦った教師たち〜 第三夜（2012年4月7日、TBS）
- 車イスで僕は空を飛ぶ（2012年8月25日、日本テレビ） - 江端美乃里 役[注 2]
- 白衣のなみだ 第三部（2013年6月5日 - 11日、東海テレビ） - 岩崎陽菜 役
- 明日、ママがいない 第1話（2014年1月15日、日本テレビ）
- 神谷玄次郎捕物控 第1話（2014年4月4日、NHK BSプレミアム） - お杉 役
- 謎解きLIVE 忍びの里殺人事件（2014年9月13日 - 14日、NHK BSプレミアム） - 神戸桃 役
- 学校のカイダン（2015年1月10日 - 3月14日、日本テレビ） - 小山由衣 役
- 山本周五郎人情時代劇 第12話「めおと蝶」（2016年3月8日、BSジャパン） - 文代 役
- 土曜ワイド劇場「刑事一徹〜命懸けで捜査に挑む 犯人より心配性な男」（2016年7月23日、テレビ朝日） - 池澤桜 役
- スーパーサラリーマン左江内氏（2017年1月14日 - 3月18日、日本テレビ） - さやか 役
- ドラマスペシャル 68歳の新入社員（2018年6月18日、関西テレビ） - 比嘉美咲 役
- 文学処女（2018年9月10日・MBS、9月12日・TBS）
- 世にも奇妙な物語 秋の特別編「クリスマスの怪物」（2018年11月10日、フジテレビ） - 金澤優子 役
- 広告会社、男子寮のおかずくん 第7話 - （2019年2月26日、テレビ神奈川ほか） - 多部チカ 役
- あなたの番です（2019年4月14日 - 9月8日、日本テレビ） - リン・シンイー 役
  - 劇場版公開記念!「あなたの番です」完全新撮スペシャル!（2021年12月10日、日本テレビ） - リン・シンイー 役
- やめるときも、すこやかなるときも（2020年1月20日 -3月23日、日本テレビ） - 水沢彩芽 役
- 行列の女神〜らーめん才遊記〜 第2話（2020年4月27日、テレビ東京） - 坂口恵 役
- アンサング・シンデレラ 病院薬剤師の処方箋（2020年7月16日[5] - 9月24日、フジテレビ） - 工藤虹子 役[6]
- ディア・ペイシェント〜絆のカルテ〜 第4回（2020年8月7日、NHK総合） - 桑名留美 役
- オー!マイ・ボス!恋は別冊で 第4話（2021年2月2日、TBS） - 木本マリカ 役
- 福岡恋愛白書16 クリスマス狂想曲 （2021年3月27日、九州朝日放送） - 後藤七海 役[7]
- 警視庁ゼロ係〜生活安全課なんでも相談室〜#SEASON5（2021年）第9話、前編（2021年6月25日、テレビ東京） - 堂島舞  役
- 真犯人フラグ 特別編（2021年12月26日、日本テレビ） - リン・シンイー 役[8]
- ペンディングトレイン-8時23分、明日 君と（2023年4月21日 - 6月23日、TBS） - 田中美帆 役[9]
- それってパクリじゃないですか? 第4話（2023年5月3日、日本テレビ） - 白瀬笑実 役
- ノンレムの窓 2023 夏 第2話「推してもいいデスか?」（2023年7月8日、日本テレビ）[10]
- ハヤブサ消防団 第5話（2023年8月17日、テレビ朝日）- 滝川明日花 役
- ブラックポストマン（2023年8月18日 - 9月29日、テレビ東京） - 風間翔子 役[11]
- 単身花日（2023年10月14日 - 12月9日、テレビ朝日） - 鳥貝裕子 役[12]
- 東京貧困女子。-貧困なんて他人事だと思ってた-（2023年11月17日 - 12月22日、WOWOW） - 久保田萌音 役[13]
- 厨房のありす（2024年1月21日 - 、日本テレビ） - 柴崎明里 役[14]
- 舟を編む 〜私、辞書つくります〜（2024年2月18日 - 4月21日、NHK BS・NHK BSプレミアム4K） - 岸辺さつき 役[15]
- 花咲舞が黙ってない 第3シリーズ 第5話（2024年5月11日、日本テレビ） - 落合若菜 役[16]
- 24時間テレビ ドラマスペシャル『欽ちゃんのスミちゃん 〜萩本欽一を愛した女性〜』（2024年8月31日、日本テレビ） - スミちゃん（萩原澄子）の妹 アキコ 役[17][18]
- 119エマージェンシーコール 第1話・最終話（2025年1月13日・3月31日、フジテレビ[19]）
- 相続探偵 第6話（2025年3月1日、日本テレビ） - 内田美穂 / 不可裏忍 役[20]

### 配信ドラマ
- AKBホラーナイト アドレナリンの夜 第16話「ヒロイン」（2015年11月26日、ビデオパス・テレ朝動画）
- アンサング・シンデレラ ANOTHER STORY 〜新人薬剤師 相原くるみ〜（2020年8月27日 - 9月24日、FOD)　- 工藤虹子 役
- 単身花盛り 花の男 - 片山直哉 第3話（2023年11月26日、TELASA） - 鳥貝裕子 役[21]

### 映画
- 容疑者Xの献身（2008年10月4日、東宝） - 花岡美里 役
- 初めての家出（2009年2月14日、エイベックス・エンタテインメント） - 主演・関原翠 役
- ソロコンテスト（2009年7月25日、デジタルSKIPステーション） - 主演・阿部マリア 役
- 60歳のラブレター（2009年5月16日、松竹） - 佐伯理花 役
- 信さん・炭坑町のセレナーデ（2010年11月27日、ゴールドラッシュ・ピクチャーズ） - 中岡美代 役
- 魔女の宅急便（2014年3月1日、東映） - サキ 役
- 乙女のレシピ（2014年3月15日、映画24区） - 主演・天野夏希 役[22][23][注 3]
- 呪怨-終わりの始まり-（2014年6月28日、ショウゲート） - 莉奈 役[24]
- 近キョリ恋愛（2014年10月11日、東宝映像事業部）
- GREATFUL DEAD（2014年10月11日、アークエンタテインメント）
- BAR神風〜誤摩化しドライブ〜（2015年4月4日） - 萩原優子 役
- ソ満国境 15歳の夏（2015年8月1日） - 沢村あゆ 役
- 心が叫びたがってるんだ。（2017年7月22日、アニプレックス） - 江田明日香 役
- 紅い襷〜富岡製糸場物語〜（2017年12月2日、パル企画）
- 名前（2018年6月30日、アルゴ・ピクチャーズ） - 河西遥香 役
- もみの家（2020年3月20日、ビターズ・エンド） - 麗奈 役
- 哀愁しんでれら（2021年2月5日、クロックワークス） - 志乃 役
- あなたの番です 劇場版（2021年12月10日、東宝） - リン・シンイー 役
- 有り、触れた、未来（2023年3月10日、Atemo） -  吉田若葉 役[25]
- 消えない灯り（2023年10月21日） - 陽子 役[26]
- あの人が消えた（2024年9月20日、TOHO NEXT） - 流川翼 役[27][28]

### 舞台
- 靴（2014年10月9日 - 19日、下北沢ザ・スズナリ） - 若崎真知 役

### DVD
- 音女 ruby（2008年9月3日発売）

### CM
- 第一生命（2009年5月 - 7月）
- 東日本旅客鉄道（JR東日本）「新幹線 e チケットサービス－渋滞編－」(2020年3月-)
- クオールホールディングス「気になる薬局」篇（2020年7月16日 -）

## 受賞歴
- 2009年
  - 第1回TAMA映画賞 最優秀新進女優賞（『容疑者Xの献身』､『はじめての家出』､『60歳のラブレター』）